# Grzegorz Machłaj
Grzegorz Machłaj (ur. 7 czerwca 1961 w Polanowie) – polski malarz, grafik, witrażysta,  projektant, wykładowca grafiki komputerowej, nauczyciel plastyki, informatyki, wiedzy o kulturze i przedsiębiorczości. Syn Jerzego i Emilii Machłajów. Absolwent Wydziału Sztuk Pięknych UMK w Toruniu, Akademii Ekonomicznej w Poznaniu (przedsiębiorczość) i Politechniki Koszalińskiej (informatyka).

## Praca twórcza
Wystawy indywidualne:
- 2006 – Wystawa fotografii, Galeria W RATUSZU, Sławno
- 2003 – Wystawa grafiki komputerowej „Sny i ...”, Zamek Książąt Pomorskich w Darłowie
- 1995 – Malarstwo, Galeria nad Wisłą, Toruń
- 1992 – Rysunek, Baszta, Kętrzyn
- 1991 – Malarstwo i rysunek, Starogardzkie Centrum Kultury
- 1986 – Malarstwo i rysunek, Sławieński Dom Kultury

Wystawy zbiorowe:
- 2006 – Anna i Grzegorz Machłaj „Grafika i witraż”, Sławieński Dom Kultury
- 2003 – Malarstwo, Ad-Dauha, Katar
- 1995 – Artyści Sławna, Rinteln, Niemcy
- 1986 – TWA rysunek i inne, Domek Kata, Koszalin

Projektowanie graficzne:
- Okładki czasopisma „Parnas”.
- Wizerunek graficzny Zespołu Szkół w Sławnie i Szkoły Podstawowej nr1 w Sławnie (logo, druki okolicznościowe, dyplomy, plakaty, statuetki, graficzne opracowanie strony internetowej, prezentacje multimedialne.

Realizacje plastyczne:
- Przeszklenia witrażowe – Koszalin, Sławno.
- Prace plastyczne w zbiorach w kraju i zagranicą (Niemcy, Holandia, Arabia Saudyjska, Katar, USA, Francja)

## Grafika komputerowa

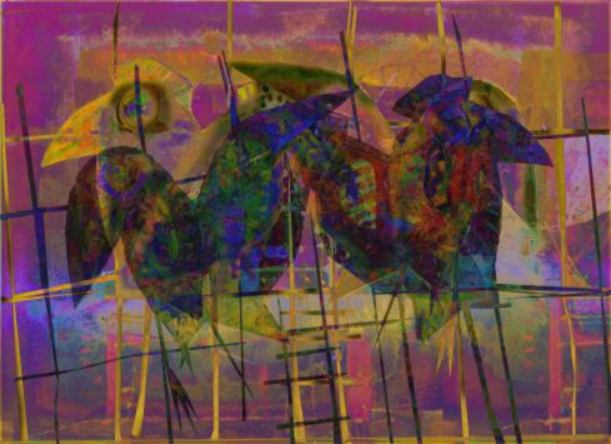
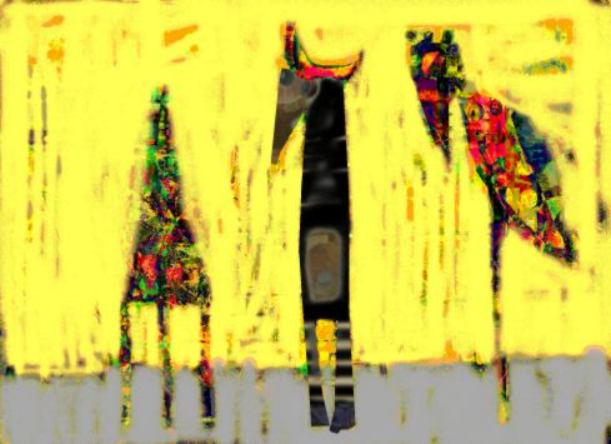
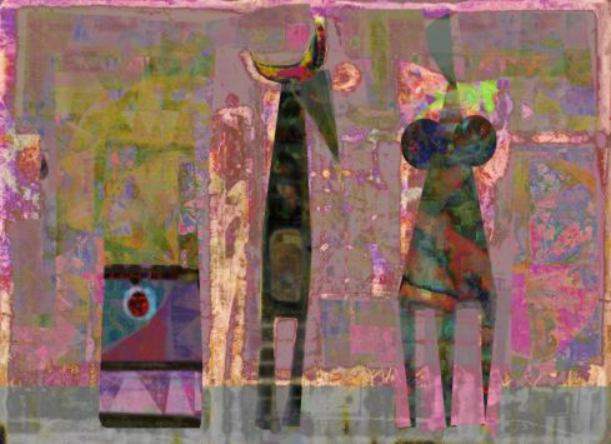
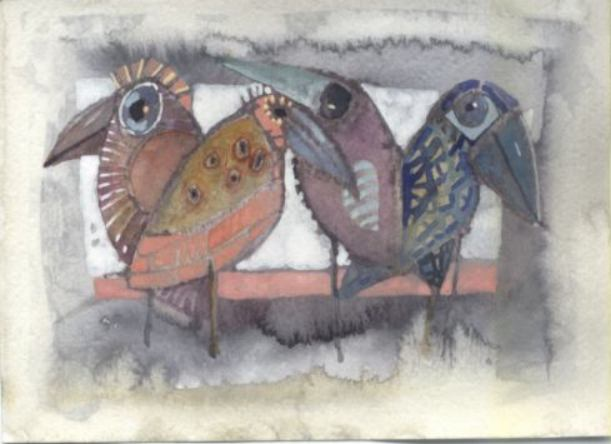

## Witraż

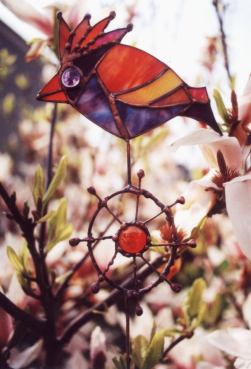
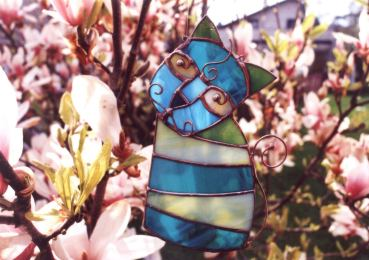
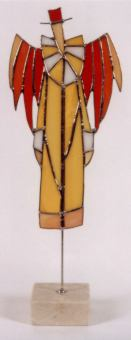
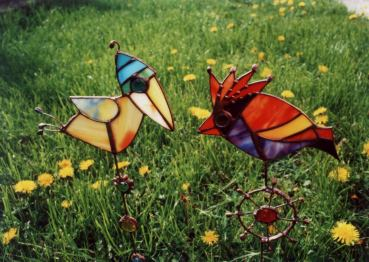